# Death Disco
「Death Disco」（デス・ディスコ）は、日本のバンド・SEKAI NO OWARIの1作目の配信限定シングル。

## 概要
バンド初の配信限定シングル。シングルとしては、前作「RPG」から約5ヶ月ぶりとなる。
この楽曲は、川口春奈主演の映画『マダム・マーマレードの異常な謎』の「出題編」と「解答編」の主題歌として書き下ろされた。バンドにとって、実写映画の主題歌を担当したの初めてであった。また、フジテレビ系列『さまぁ〜ずの神ギ問』のテーマソングにも使用されていた。
同年10月に開催したライブ『炎と森のカーニバル』で初披露され、ライブ終了後にリリースする予定はなかったが、発売について問い合わせが殺到したため急きょ配信限定シングルとしてリリースされた。
シングル「スノーマジックファンタジー」には、この楽曲のインストゥルメンタルバージョンが収録されている。

## 収録曲
1. Death Disco [4:13]
作詞：Fukase
作曲：Nakajin、Fukase
編曲：SEKAI NO OWARI、CHRYSANTHEMUM BRIDGE
この楽曲についてFukaseは「自分たちにしか出せないクイズは何かと考えて楽曲を制作した」と語っている。また、デモの段階でSaoriから酷評されたといい、Fukaseはそれをバネに完成させている[3]。
ミュージック・ビデオは『炎と森のカーニバル』でのダイジェスト映像で構成されており、次作「スノーマジックファンタジー」の初回限定盤Bに特典DVDとして収録されている[4][5]。

## 参加ミュージシャン
SEKAI NO OWARI
- Nakajin：Leader & Sound Produce & Guitar
- Fukase：Conceptor & Vocal
- Saori：Show Produce & Piano
- DJ LOVE：Sound Selector & DJ

## タイアップ
- 映画『マダム・マーマレードの異常な謎』主題歌

## 収録アルバム
- Tree (#1)
- SEKAI NO OWARI 2010-2019 (#1)